# Wati jezici
Wati jezici, jedna od podskupina jugozapadnih pama-nyunga jezika iz australskih država Zapadna i Južna Australija. 
Obuhvaća (11) jezika, to su:antakarinya ili andagarinya [ant], 50 (Wurm and Hattori 1981); kokata ili gugada [ktd], 3 (Wurm and Hattori 1981); kukatja ili gugadja, kukaja [kux], 580 (1996 popis); martu wangka ili mardo [mpj], 720 (1991 SIL); ngaanyatjarra [ntj], 990 (1996 popis); pini ili bini [pii], 10; pintiini ili pindiini [pti], 250 (Black 1983); pintupi-luritja ili binddibu [piu], 390 (1996 popis); pitjantjatjara ili pitjantjara [pjt], 2,120 (1996 popis); wanman ili nanidjara ili warnman [wbt], 20 (1973 SIL); yankunytjatjara ili jangkundjara [kdd], 73 (1996 popis).

## Vanjske poveznice
- Ethnologue (14th)
- Ethnologue (15th)